# چوراک (بایبورد)
چوراک {{ترکی|Çorak) (به ارمنی: Ճորոխ) (به کردی: Çoraq) یک منطقهٔ مسکونی در ترکیه است که در بایبورد واقع شده‌است. چوراک ۱۱۴ نفر جمعیت دارد.